# 办公室的故事
《办公室的故事》（俄语：Служебный роман）是由苏联著名导演埃尔达尔·梁赞诺夫（俄语：Эльдар Рязанов）执导，埃尔达尔·梁赞诺夫和埃米尔·布拉金斯基（俄语：Эмиль Брагинский）创作的一部传统苏联上下部风格的爱情喜剧片。由莫斯科电影制片厂出品，该片首映于1977年10月26日。讲述了发生在统计局资深统计师安纳托里·耶夫列莫维奇·诺沃谢里切夫（俄语：Анатолий Ефремович Новосельцев）与其主管领导柳德米拉·普尔科菲耶夫娜·卡卢金那（俄语：Людмила Прокофьевна Калугина）之间悲喜交加又波折的爱情故事。

## 剧情
在莫斯科的一家统计局里，阿纳托利是一位平凡尽职的普通员工，妻子离开他以后，他独自照顾着家里的两个儿子。女局长柳德米拉穿着古板，为人严肃，中年的她一直过着单身的生活。新来的副局长尤里是阿纳托利的同窗好友，在此工作的彼得罗芙娜年轻时曾与尤里谈过恋爱。尽管尤里和罗芙娜双方都有各自的婚姻家庭，但是罗芙娜却仍渴望着与尤里再拾情缘。柳德米拉表示有一处长职位空缺，尤里就向其推荐阿纳托利升任该职，遭到她的反对。
无奈之下，渴望升职增加薪水的阿纳托利只得接受尤里的建议，在生活与工作中对柳德米拉要多关照以获取对方的好感。起初阿纳托利慑于柳德米拉的局长地位和严肃形象，与其交往时并不自信和自在。渐渐地，他与对方彼此敞开心扉，并博得了彼此的好感和信任。柳德米拉意识到爱情快要降临到她的身上，也从秘书韦罗奇卡（俄语：Верочка）那里学会了女性的打扮与举止。后来她与阿纳托利开始了约会并陷入热恋。
一天，穿着漂亮的柳德米拉来到单位上班，受到大家惊奇的瞩目和赞叹，她也开始与同事热情的相处。然而尤里这时却告之阿纳托利之所以接近她只是想获得升职的意愿，听闻后她心痛异常。决定满足阿纳托利的升迁愿望，同意任命他为新任处长。阿纳托利再次来办公室见柳德米拉，发现她对他的感情已经改变。问询下得知她发现了自己的当初心愿，认为自己只是图慕利益才假意与其相恋的想法后，他表示自己是真的爱上了她，升不升职并不重要。为此他将任命书撕毁并决定辞职离开以明心志。奈何柳德米拉不同意他的辞职，两人在办公室打打闹闹后，最后离开单位先后坐上了她的车子，并在车里拥吻起来。

## 角色
| 演员                            | 角色                                         |
| ------------------------------- | -------------------------------------------- |
| 安德鲁·米亚科夫（俄语：Андрей Мягков）       | 安纳托里·耶夫列莫维奇·诺沃谢里切夫（俄语：Анатолий Ефремович Новосельцев） |
| 阿利萨·弗罗因德利希（俄语：Алиса Фрейндлих）   | 柳德米拉·普尔科菲耶夫娜·卡卢金那（俄语：Людмила Прокофьевна Калугина）   |
| 奥列格·巴西拉什维利（俄语：Олег Басилашвили）   | 尤里·格里戈里耶维奇·萨莫赫瓦洛夫（俄语：Юрий Григорьевич Самохвалов）   |
| 斯韦特兰娜·涅莫廖耶娃（俄语：Светлана Немоляева） | 奥尔加·彼得罗夫娜·雷若娃（俄语：Ольга Петровна Рыжова）           |
| 丽雅·阿赫扎科娃（俄语：Лия Ахеджакова）       | 韦罗奇卡书记                       |
| 卢德米拉·伊万诺娃（俄语：Людмила Иванова）     | 工会活动家修罗（俄语：Шура）                     |
| 格奥尔基·布尔科夫（俄语：Георгий Бурков）     | 物流经理                                     |
| 彼得·谢尔巴科夫（俄语：Петр Щербаков）       | 彼得·伊万诺维奇·布勃利科夫（俄语：Петр Иванович Бубликов）         |
| 耐莉·普绍恩娜娅（俄语：Нелли Пшенная）       | 萨莫赫瓦洛夫的妻子                           |
| 阿利克·杰尼索夫（俄语：Алик Денисов）       | 沃瓦·诺沃谢里切夫（俄语：Вова Новосельцев）                  |

## 反响
1978年苏联上映后，累计观影达到5840万人次，也是国际上最有影响力和最受欢迎的苏联电影之一，无论故事、导演，还是表演乃至配乐，都获得广泛称赞。

## 荣誉
- 1978年度最优电影
- 1979年荣获俄罗斯苏维埃联邦社会主义共和国国家奖章
- 入选俄罗斯电影百科全书